# 佐藤巧 (声優)
佐藤 巧（さとう たくみ、1988年1月15日 - ）は、日本の元男性声優。栃木県出身。プロ・フィット声優養成所出身。
2018年10月31日までリンク・プランに所属し、その後はミノリスに所属していた。2019年末を最後にTwitterの更新を停止し、ミノリスの所属タレントからも除去されている。

## 出演
太字はメインキャラクター。

### テレビアニメ
2016年
- ALL OUT!!（祇園禅次、体育教師）

2017年
- セイレン（男子生徒）
- ゼロから始める魔法の書（少年、魔術師D）

2018年
- ラーメン大好き小泉さん（街の人々A）
- ヤマノススメ サードシーズン（撮影クルーA、BBQをしている人達、学校の生徒達、登山者）

### 劇場アニメ
- 劇場版 ソードアート・オンライン -オーディナル・スケール-（2017年）

### ゲーム
2005年
- サムライスピリッツ 天下一剣客伝（アースクェイク、黒子、花諷院骸羅、キム・ウンチェ）
- サムライスピリッツ 六番勝負（アースクェイク、黒子、花諷院骸羅、キム・ウンチェ） - リメイクPS2版

2016年
- ファンタジーウォータクティクス（サイキックリー）

### ドラマCD
- SNAKE DEAD Vol.1（2004年、ガヤ）
- unity-chan! ドラマCD（2015年、クラスメイト[5]、青年[6]）
- 六畳間の侵略者!? 8.5 白銀の姫と青き騎士（2015年、兵士）※小説第18巻ドラマCD付き特装版

### BLCD
- カーストヘヴン（男子）
- 活動音劇 探偵青猫（ガヤ）
- GP学園情報処理部（他校生）

### デジタルコミック
- 結婚指輪物語 VR（2018年、サトウ[7]）

### 吹き替え
- 私の少女時代-OUR TIMES-（2016年[8]）

### 朗読劇
- マガツハナ -白雪の桜-（2019年11月3・4日、六行会ホール） - 佐路点睛 役[9]

### その他コンテンツ
- OKOSモーニングコールセンター（芝裕司[10]）